# Stazione di Agay
La stazione di Agay (in francese Gare d'Agay) è una fermata ferroviaria posta sulla Marsiglia-Ventimiglia. Serve la frazione di Agay del comune di Saint Raphaël in Francia.